# Paktel
Paktel je od roku 2007 ze 100 % dceřiná společnost mobilního operátora China mobile, který ji zakoupil od pákistánské firmy Millcom International Cellular.  China Mobile tak získala prostřednictvím této akvizice z Millicom na pákistánském trhu licenci na provozování sítě GSM v Pákistánu. Do dceřiné společnosti Paktel již[kdy?] firma investovala 700 miliónů dolarů a dalších 800 milionů dolarů má v plánu investovat.[kdy?]
China Mobile respektive PAKTEL má pro své cíle dobré předpoklady. (V současnosti je China Mobile  největším mobilním operátorem na světě.)

## Dějiny
Cable & Wireless se svým místním partnerem Hasan Group of Companies (hlavní místní tým sestával z Farooq Hasan, RA Zuberi, Shahid Mahmud, Syed Ahmed Ali, Qazi Abdul Wahid & Dewan) zahájil komerční službu Paktel v roce 1990. Paktel získal licenci v roce začátkem roku 1990 provozovat mobilní telefonní síť v celém Pákistánu. Byla to první společnost, která získala bezplatnou licenci k poskytování mobilních telefonních služeb v Pákistánu. Prováděla služby AMPS až do roku 2004.
Systém zprostředkování a účtování Paktel byl vyvinut týmem složeným ze Syeda Ahmeda Aliho, Nadeema Usmaniho, Wasaye Farooqiho a Aliho Koraniho. Byl to první mediační software v regionu, který byl vyvinut lokálně, a také vůbec první celulární fakturační systém. Společnost Instaphone vlastněná Millicom se na konci 90. let spojila jako její konkurent a začala dominovat podílu na trhu. Se spuštěním Mobilink a jeho rychlým úspěchem v roce 1998 se Instaphone i Paktel zhroutily a ztratily svůj dominantní podíl na trhu. Následovala akvizice společnosti Paktel vlastněná společností Cable & Wireless společností Millicom, většinovým vlastníkem společnosti Instaphone.
V listopadu 2000 získal Millicom 98,9% podíl ve společnosti Paktel. Millicom dosadil nový manažerský tým v čele s Johnem Tumeltym, bývalým generálním ředitelem Instaphone, a finančním ředitelem Davidem Ordmanem.
V dubnu 2001 spustil Paktel předplacené služby pod značkou Tango. Manažerem této značky byl pan Amees Ahmad.
V říjnu 2002 byla společnosti Paktel udělena úprava licence, která jí umožnila provozovat síť založenou na GSM, a pákistánská rada pro přidělování frekvencí tak udělila potřebné frekvence. Společnost Paktel získala dodatečné spektrum 1800 MHz, čímž se celkové spektrum pro síť GSM zvýšilo z 10 MHz na 13,6 MHz. Po získání frekvencí Paktel spustil GSM síť v říjnu 2004.